# Équipe cycliste Café de Colombia
L'équipe cycliste Café de Colombia était une formation de cyclisme professionnel sur route active de 1985 à 1990, sponsorisée par les producteurs de café colombien et portant le nom de leur label, Café de Colombia.

## Historique
L'équipe voit le jour avec l'arrivée des cyclistes colombiens et leurs premiers succès en Europe. 
Cela commence avec l'arrivée d'une équipe nationale colombienne amateur qui dispute et remporte le Tour de l'Avenir en 1980 avec Alfonso Florez. Le Tour de France 1983 est pour la première fois « open » (ouvert à la fois aux amateurs et aux professionnels) pour permettre aux amateurs de participer. Aussi, les cyclistes de Colombie peuvent disputer ce Tour dans le cadre d'une équipe nationale colombienne amateur. L'année suivante, l'équipe nationale colombienne amateur, avec le soutien comme sponsor des piles Varta, revient sur le Tour où Luis Herrera, encore amateur, remporte l'étape de l'Alpe d'Huez. Après ces succès, une équipe cycliste professionnelle est mise en place pour structurer le mouvement cycliste colombien, offrir des contrats attractifs et des chances de succès en Europe aux cyclistes colombiens.

## Principales victoires
- 1985 :

1re étape Tour de l'Avenir (Edgar Corredor)
8e étape Tour de l'Avenir (Antonio Agudelo)
9e étape Tour de l'Avenir (Martín Ramírez)
Classement final Tour de l'Avenir (Martín Ramírez)
7e étape Tour d'Espagne (Antonio Agudelo)
11e étape Tour de France (Luis Herrera)
12e étape Tour de France (Fabio Parra)
14e étape Tour de France (Luis Herrera)
Grand Prix de la montagne du Tour de France (Luis Herrera)
Classement du meilleur néophyte Tour de France (Fabio Parra)
2e étape Critérium du Dauphiné libéré (Carlos Maria Jaramillo)
- 1986 :

Classement final Clásico RCN (Luis Herrera)
Classement final Tour de Colombie (Luis Herrera)
Classement final Clásica de Boyacá (Fabio Parra)
- 1987:

6e étape Critérium du Dauphiné libéré (Henry Cárdenas)
Classement final Clásico RCN (Fabio Parra)
11e étape Tour d'Espagne (Luis Herrera)
Classement final Tour d'Espagne (Luis Herrera)
Classement des grimpeurs Tour d'Espagne (Luis Herrera)
Grand Prix de la montagne du Tour de France (Luis Herrera)
- 1988:

6e étape 2e secteur Critérium du Dauphiné libéré (Luis Herrera)
Classement final Critérium du Dauphiné libéré (Luis Herrera)
Classement final Tour de Colombie (Luis Herrera)
- 1989

13e étape Tour d'Italie (Luis Herrera)
18e étape Tour d'Italie (Luis Herrera)
Classement des grimpeurs Tour d'Italie (Luis Herrera)
20e étape Tour d'Espagne (Alberto Camargo)
- 1990

6e étape Tour d'Espagne (Jesper Worre)
12e étape Tour d'Espagne (Alberto Camargo)

## Principaux coureurs
- Hernán Buenahora
- Alberto Camargo
- Edgar Corredor
- Alfonso Flórez Ortiz
- Luis Herrera
- José Patrocinio Jiménez
- Fabio Parra
- Martín Ramírez
- Pablo Wilches